# 1874 en science
| Années de la science : 1871 - 1872 - 1873 - 1874 - 1875 - 1876 - 1877    |
| Décennies de la science : 1840 - 1850 - 1860 - 1870 - 1880 - 1890 - 1900 |

Cet article présente les faits marquants de l'année 1874 en science.

## Événements
- 11 mars : le mécanicien américain George Brayton dépose un brevet pour une amélioration de son moteur qui lui permet d'utiliser des carburants liquides[1] comme le pétrole brut ou le pétrole lampant.
- 22 juin : Andrew Taylor Still crée l'ostéopathie[2].

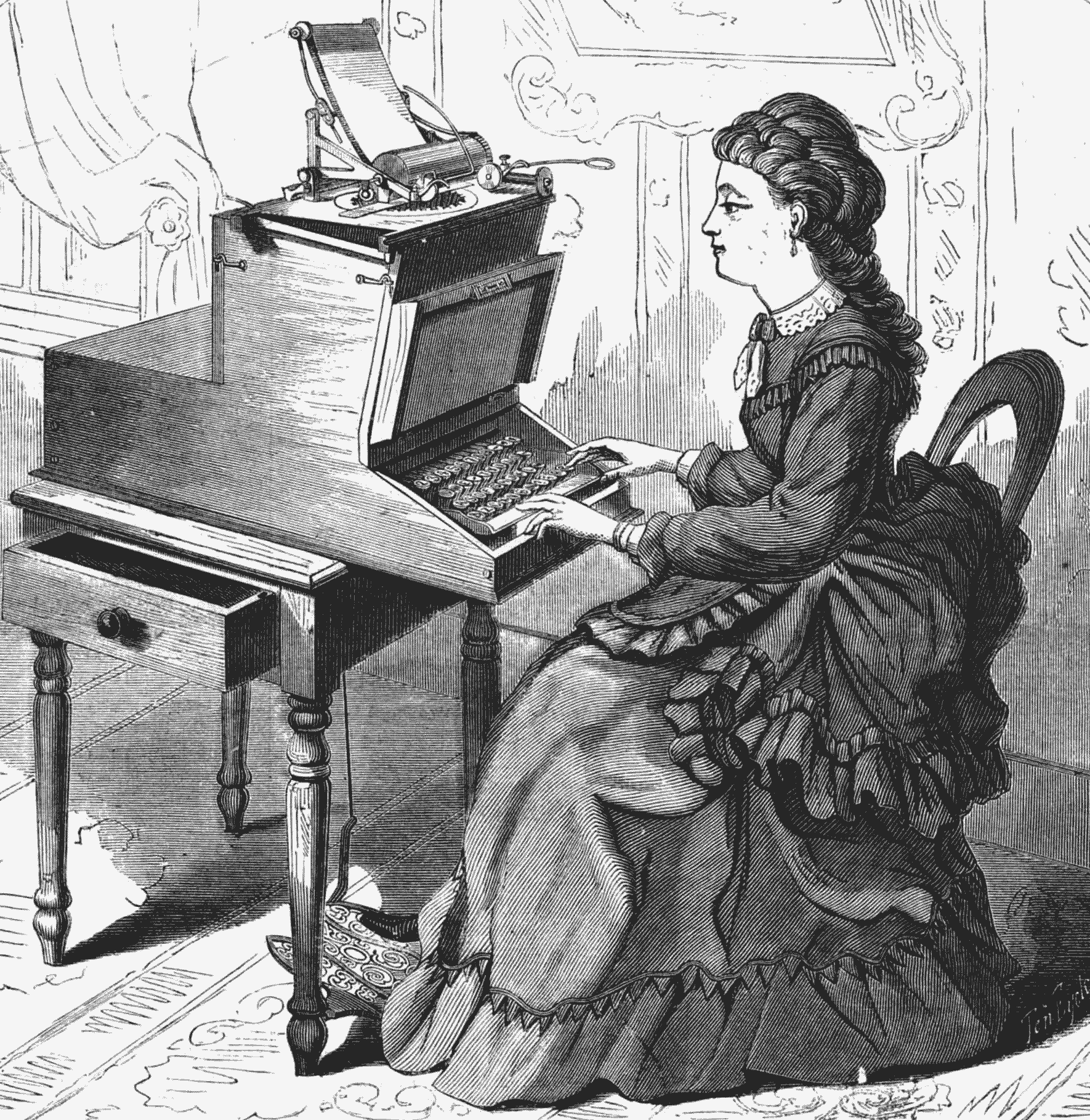
Une dactylographe utilise une machine à écrire Sholes et Glidden. Illustration du Scientific American de 1872.

- 1er juillet : mise sur le marché de la machine à écrire Sholes et Glidden première machine à écrire ayant connu un succès commercial[3].
- 2-23 août : Congrès archéologique de Kiev[4].
- 24 novembre : le fermier américain Joseph Glidden de DeKalb,  dans l'Illinois, dépose le brevet du fil de fer barbelé[5].

### Sciences physiques
- 9 décembre : premier transit de Vénus du XIXe siècle, dont l'observation (ainsi que celle du transit suivant en 1882) a permis une mesure de la distance Terre-Soleil[6].

- Le Français Joseph Achille Le Bel et le Néerlandais Jacobus Henricus Van 't Hoff créent la stéréochimie[7]. Ils développent de manière indépendante un modèle de liaison chimique pour expliquer les expériences de chiralité de Pasteur[8]. Ils observent que les quatre liaisons d’un atome de carbone forment les quatre côtés d’un tétraèdre, ouvrant la voie à la chimie moléculaire.

- Le physicien et astronome irlandais George Johnstone Stoney émet l’hypothèse selon laquelle l’électricité est due à des corpuscules élémentaires, auxquels il donne en 1891 le nom d’électrons[9].
- Le chimiste suédois Per Teodor Cleve aboutit à la conclusion que le didyme est en fait formé de deux éléments : le néodyme et le praséodyme[10].
- Le chimiste britannique Alder Wright synthétise pour la première fois la diacétylmorphine, ou diamorphine, un dérivé de la morphine, l'héroïne[11].
- Le chimiste autrichien Othmar Zeidler (en) synthétise le dichlorodiphényltrichloroéthane (DTT)[12].

## Publications
- Émile Boutroux : De la contingence des lois de la nature.
- John William Draper : History of the Conflict between Religion and Science.

## Prix
- Médailles de la Royal Society :
  - Médaille Copley : Louis Pasteur ;
  - Médaille royale : William Crawford Williamson, Henry Clifton Sorby ;
  - Médaille Rumford : Joseph Norman Lockyer ;

- Médailles de la Geological Society of London :
  - Médaille Murchison : John Jeremiah Bigsby ;
  - Médaille Wollaston : Oswald Heer ;

- Prix Lalande : Charles André ;
- Prix Poncelet : Jacques Bresse.

## Naissances

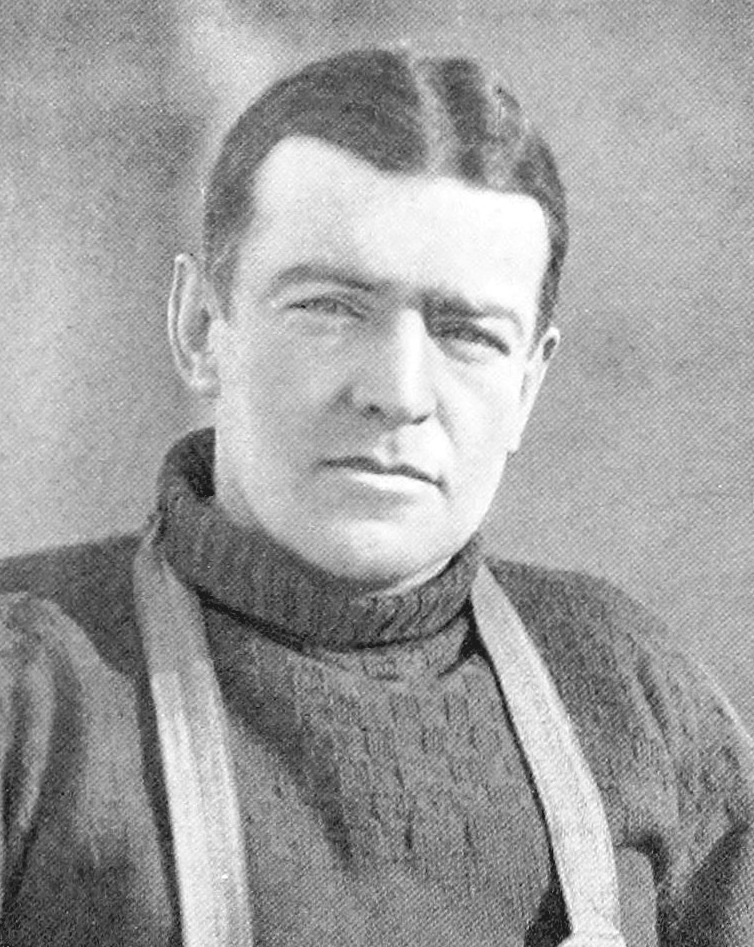
Ernest Shackleton

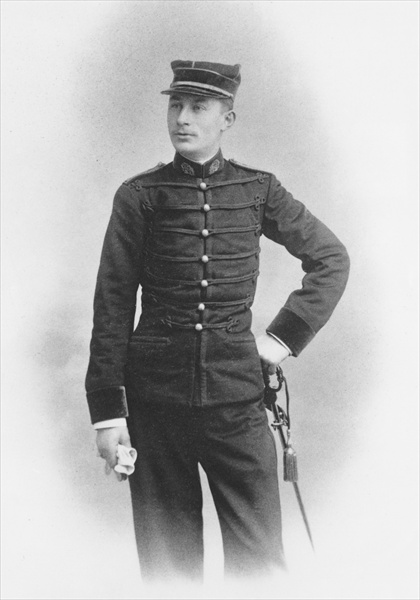
Ernest Duchesne

- 18 janvier : Hans Reissner (mort en 1967), mathématicien, ingénieur et physicien allemand.
- 15 février : Ernest Shackleton (mort en 1922), explorateur anglo-irlandais.
- 11 mars : Charles Whitney Gilmore (mort en 1945), paléontologue américain.
- 22 mars : Louis Delage (mort en 1947), constructeur automobile français (voir Delage).
- 2 avril : Frank Elmore Ross (mort en 1960), astronome et un physicien américain.
- 15 avril : Johannes Stark (mort en 1957), physicien allemand, prix Nobel de physique en 1919.
- 25 avril : Guglielmo Marconi (mort en 1937), physicien, inventeur et homme d'affaires italien, prix Nobel de physique en 1909.
- 2 mai : James Hartley Ashworth (mort en 1936), zoologiste britannique.
- 9 mai : Howard Carter (mort en 1939), archéologue et égyptologue britannique.
- 18 mai : Madeleine Pelletier (morte en 1939), psychiatre et féministe française.
- 30 mai : Ernest Duchesne (mort en 1912), médecin français.
- 5 juillet : Eugen Fischer (mort en 1967), médecin, généticien, anthropologue et universitaire allemand.
- 14 juillet : André-Louis Debierne (mort en 1949), chimiste français.
- 25 juillet : Sergueï Vassilievitch Lebedev (mort en 1934), chimiste russe.
- 12 août : Alice Hutchison (mort en 1953), médecin britannique.
- 27 août : Carl Bosch (mort en 1940), ingénieur et chimiste allemand.
- 28 août : Émile Baraize (mort en 1952), égyptologue français.
- 3 septembre : Carl Störmer (mort en 1957), mathématicien et physicien norvégien.
- 3 octobre : Boris Brutskus (mort en 1938), économiste, agronome et statisticien russe.
- 13 octobre : Kiyotsugu Hirayama (mort en 1943), astronome japonais.
- 14 octobre : Thomas Ashby (mort en 1931), archéologue britannique.
- 26 octobre : Thomas Lowry (mort en 1936), chimiste anglais.
- 31 octobre : Otto Eugen Schulz (mort en 1936), botaniste allemand.
- 27 novembre : Chaim Weizmann (mort en 1952), chimiste britannique puis israélien, premier président d'Israël.
- 29 novembre : Egas Moniz (mort en 1955), neurologue portugais prix Nobel de physiologie ou médecine en 1949.
- 30 novembre : Friedrich Hasenöhrl (mort en 1915), physicien autrichien.
- 4 décembre : Georges Bidault de l'Isle (mort en 1956), astronome et écrivain français.
- 8 décembre : Ernst Moro (mort en  1951), médecin et pédiatre autrichien.

## Décès

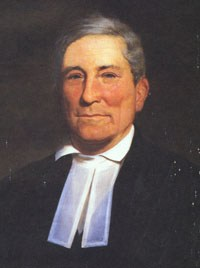
John Bachman

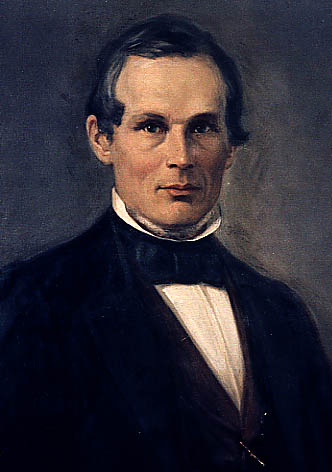
Anders Jonas Ångström

- 8 janvier : Charles Étienne Brasseur de Bourbourg (né en 1814), missionnaire français,  pionnier de l’archéologie et de l’histoire précolombienne.
- 17 février : Adolphe Quetelet (né en 1796), mathématicien, astronome, naturaliste et statisticien belge.
- 24 février : John Bachman (né en 1790), pasteur et naturaliste américain.
- 10 mars : Moritz von Jacobi (né en 1801), ingénieur et physicien prussien.
- 14 mars : Johann Heinrich von Mädler (né en 1794), astronome allemand.
- 28 mars : Peter Andreas Hansen (né en 1795), astronome danois.
- 4 avril : Charles Ernest Beulé (né en 1826), archéologue et homme politique français.
- 24 avril : John Phillips (né en 1800), géologue britannique.
- 9 juin : Ferdinand Stoliczka (né en 1838), géologue, paléontologue et zoologiste britannique d'origine tchèque.
- 21 juin : Anders Jonas Ångström (né en 1814), astronome et physicien suédois.
- 6 juillet : Bernard du Bus de Gisignies (né en 1808), paléontologue, ornithologue et homme politique belge.
- 21 juillet : Philippe Gustave le Doulcet, comte de Pontécoulant (né en 1795), astronome français.
- 18 août : William Fairbairn (né en 1789), ingénieur écossais.
- 23 août : Robert Edmond Grant (né en 1793), zoologiste britannique.
- 4 septembre : Jeffries Wyman (né en 1814), médecin, anthropologue et naturaliste américain.
- 21 septembre : Léonce Élie de Beaumont (né en 1798), géologue français.
- 2 novembre : Thomas Anderson (né en 1819), chimiste écossais.
- 21 novembre : William Jardine (né en 1800), naturaliste écossais.
- 26 novembre : Pierre Alexis Francis Bobœuf (né en 1807), chimiste français.

- 4 décembre : Aymar de Blois de La Calande (né en 1804), avocat, homme politique et archéologue français.
- 5 décembre : Hippolyte François Jaubert (né en 1798), homme politique et botaniste français.
- 7 décembre : Armand Husson (né en 1809), économiste et administrateur français.